# Gervillaria
Gervillaria is een uitgestorven geslacht van mollusken, dat leefde van het Jura tot het Krijt.

## Beschrijving
Deze tweekleppige had een langwerpige schelp, met aan de voorzijde een oortje en een grote, driehoekige vleugel. De vorm van de linkerklep was halfrond en opgezet, terwijl die van de rechterklep vlak was, soms hol. De slotrand was bezet met meerdere rechthoekige putjes voor het resilium (in een groeve op de slotplaat gelegen kussentje van elastisch materiaal dat de kleppen uiteen drukt) met daaronder een rij scheefstaande tanden. De lengte van de schelp bedroeg ongeveer 8 cm.

## Leefwijze
Dit geslacht bewoonde warme, ondiepe zeeën, vastgehecht aan steen- of schelpgruis.